# 祥雲寺 (宇都宮市)

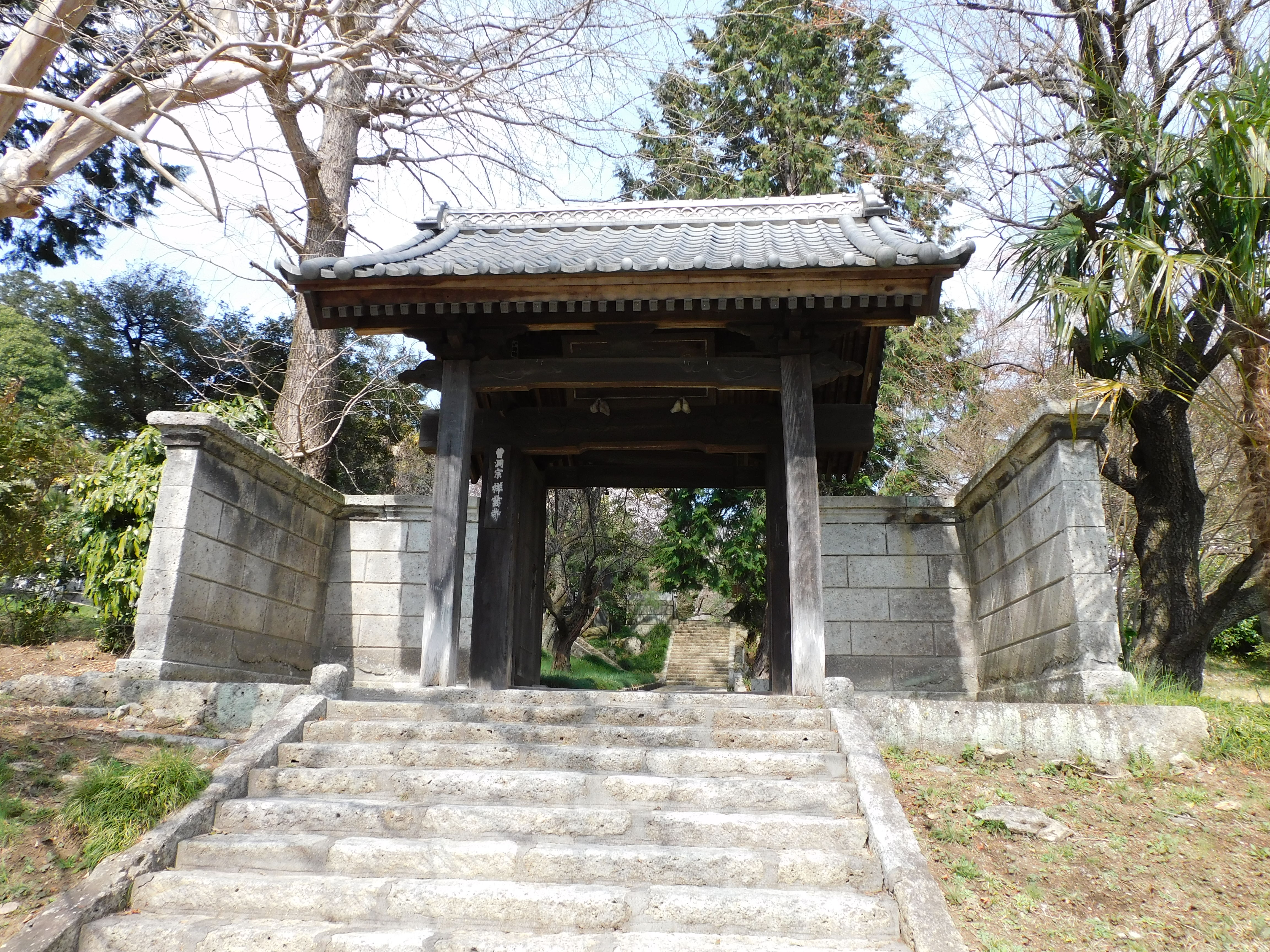
山門

祥雲寺（しょううんじ）は、栃木県宇都宮市東戸祭一丁目にある曹洞宗の寺院である。山号は戸祭山。境内には祥雲寺観音霊場があり、当寺境内で西国三十三所観音霊場の観音巡りができる。

## 境内
- 本堂
- 庫院
- 山門
- 伝燈閣
- 道正観音
- 羅漢渓
- 祥雲寺観音霊場（西国三十三所）
- 墓地
  - 戸祭備中守高定 墓碑 – 戸祭高定は宇都宮氏第7代当主宇都宮景綱（1235年～1298年）の弟である宇都宮盛綱の子宇都宮泰貞の後裔で、この地に戸祭城を築城したとされる。
  - 源義経の遺児千歳丸（中村朝定）の後裔、中村城主一族の中村氏 (下野国)の菩提寺。
- その他
  - 祥雲寺境内古墳（あまし塚古墳）
  - しだれ桜
  - 梅林

## 文化財
- しだれ桜

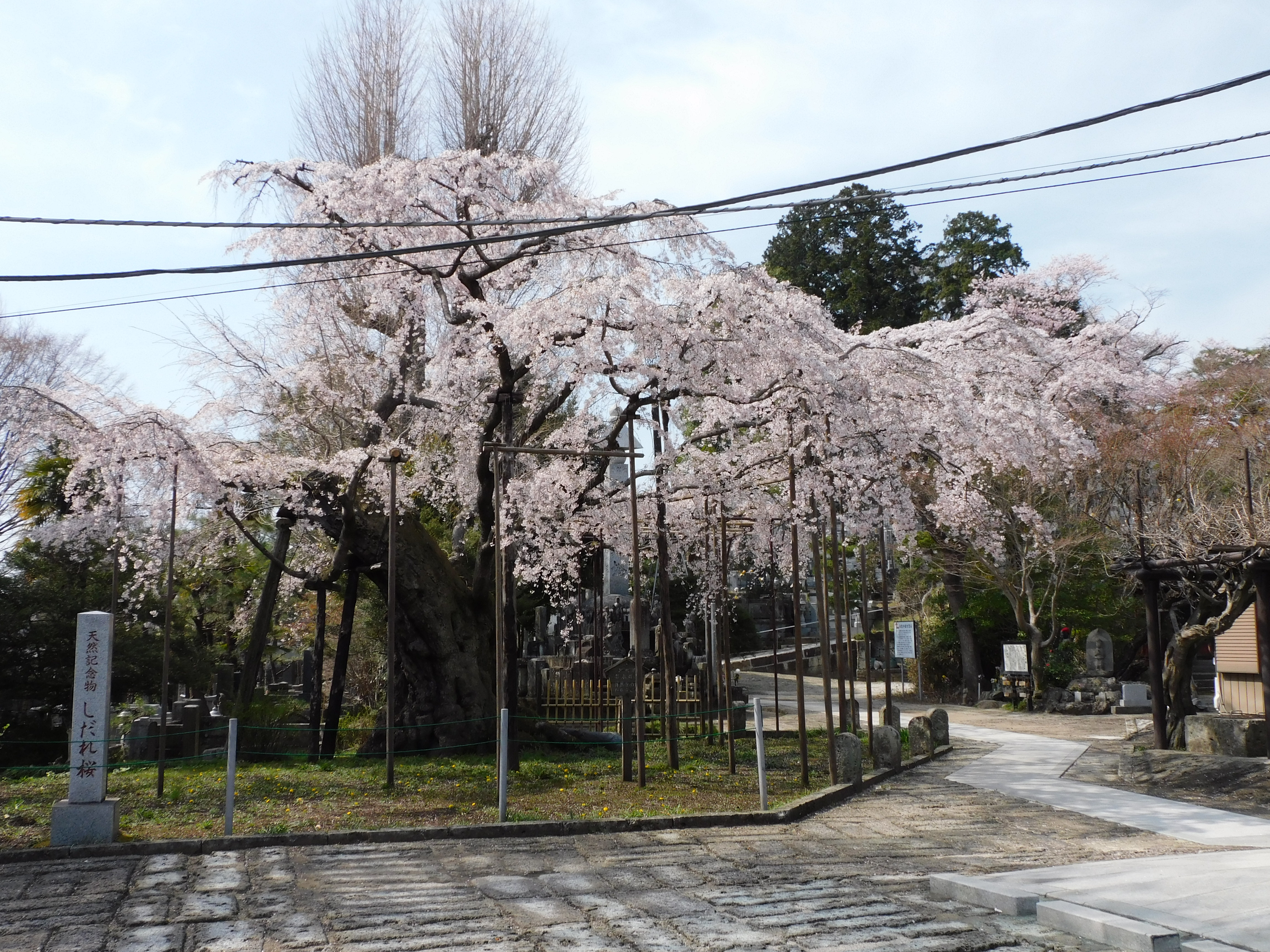
シダレザクラ

  - 江戸時代の明暦年間（1655年～1658年）に植えられたとされる古木で、樹齢300年といわれる。高さ約20m太さ5m、枝は東西約20m、南北約30mに広がる。

1957年（昭和32年）6月30日、栃木県より天然記念物に指定されている。

## アクセス
バス
- JR宇都宮駅西口から
  - 関東バス　［54］戸祭台循環線または［54］西塙田経由戸祭・宝木団地線「昭和小学校前」下車、徒歩3分。

徒歩
- 東武宇都宮駅から徒歩20分